# Henri Le Roux
Ne doit pas être confondu avec Henri II de Sassenage dit Henri Le Roux.
Pour les articles homonymes, voir Le Roux.
Henri Le Roux, est un maître chocolatier et caramélier français, né le 12 août 1942 à Pont-l'Abbé.

## Biographie
Après trois ans d'apprentissage dans la pâtisserie de ses parents, Henri Le Roux part étudier le métier de chocolatier à la COBA. Cette école située à Bâle en Suisse est alors la seule école de confiserie au monde. Il travaillera 2 ans dans ce pays. 
Après 2 années à Paris puis à Tours, Henri Le Roux retourne en 1965 à Pont-l'Abbé pour reprendre la pâtisserie familiale.
En 1977, il crée avec son épouse Lorraine sa propre chocolaterie à Quiberon d’où est originaire sa femme. Il y crée un bonbon au caramel au beurre salé et aux fruits secs. En 1980, son bonbon remporte le prix du Meilleur Bonbon de France au salon international de la confiserie à Paris.
En 1997, pour fêter les 20 ans de sa chocolaterie à Quiberon, Henri Le Roux fabrique le plus long caramel du monde : 567,85 mètres représentant plus de 200 kg de caramel, l'équivalent de 24 000 caramels. Le fruit de la vente a été reversé au service pédiatrie de l’hôpital Curie à Villejuif et de la SNSM (Société Nationale de Sauvetage en Mer).
En 2003, le Club des Croqueurs de Chocolat classe Henri Le Roux Meilleur Chocolatier de France, lui décernant la note maximum de 5 tablettes,.

## Henri Le Roux au Salon du chocolat
Voici les robes décorées en chocolat par Henri Le Roux pour les défilés du Salon du Chocolat :
- 2000 : Robe Pierre Balmain portée par Charlotte Valandrey.
- 2001 : Robe haute couture Pierre Balmain créée par Oscar de la Renta, portée par la comédienne Gabrielle Lazure.
- 2004 : Robe créée par Sylvain Le Roux et Marine Labarta, portée par Nathalie Yannetta et sa fille Salomé.
- 2005 : Robe de mariée « Le Rêve du Papillon » créée par Aurélie Cherell, portée par Alizée.
- 2006 : Robe créée par Aurélie Cherell, portée par Sandrine Quétier[5].
- 2007 : Robe créée par Aurélie Cherell, chapeau créée par la chapelière Fabienne Guénault, portés par Anita.
- 2008 : Robe créée par Fanny Liautard, portée par Alexandra Rosenfeld, Miss France 2006.
- 2009 : Robe créée par Marcia de Carvalho, portée par Carole Brana.

## Sources et références
1. ↑  « Succès. Henri et la chocolaterie », sur Le Telegramme (consulté le 13 décembre 2015)
2. ↑  « 567,85 m de caramel au beurre salé ! », sur Le Telegramme (consulté le 13 décembre 2015)
3. ↑  « Le chocolat version grand cru », sur www.lexpress.fr (consulté le 13 décembre 2015)
4. ↑  « Les 100 meilleurs chocolatiers en France », sur www.lexpress.fr (consulté le 13 décembre 2015)
5. ↑  « Une robe à croquer », sur www.lexpress.fr (consulté le 13 décembre 2015)